# 1989 UN1
1989 UN1 är en asteroid i huvudbältet som upptäcktes den 28 oktober 1989 av de båda japanska astronomerna Toshimasa Furuta och Yoshikane Mizuno vid Kani-observatoriet.